# 4174 Pikulia
4174 Pikulia је астероид главног астероидног појаса чија средња удаљеност од Сунца износи 3,189 астрономских јединица (АЈ).
Апсолутна магнитуда астероида је 11,6.